# Katelijne Schiltz
Katelijne Schiltz (* 1974) ist eine belgische Musikwissenschaftlerin. Ihre Forschungsschwerpunkte bilden Musik im Cinquecento Venedigs, Musiktheorie vom 15. bis zum 17. Jahrhundert, musikalische Rätsel, Aufführungspraxis für Alte Musik, Musik und Tod vom Mittelalter bis zur Gegenwart und die Rezeption der Alten Musik im 20. und 21. Jahrhundert.

## Leben
Sie studierte Musikwissenschaft an der KU Leuven und Early Vocal Music am Fontys Conservatorium. 2001 wurde sie in Leuven mit einer Arbeit zu den Motetten Adrian Willaerts promoviert. Nach Postdoc-Stipendien in Leuven (Fonds voor Wetenschappelijk Onderzoek Vlaanderen, 2001–2007) und an der LMU München (LMU-excellent-Ideenfonds, 2008–2010) habilitierte sie sich 2012 mit einer Arbeit Music and Riddle Culture in the Renaissance. Nach Lehraufträgen in München und Augsburg sowie einer Lehrstuhlvertretung an der Universität Münster ist sie seit dem Wintersemester 2013/14 Professorin am Institut für Musikwissenschaft der Universität Regensburg. Im Sommersemester 2019, Wintersemester 2019/20 und Sommersemester 2020 vertrat sie zudem den Lehrstuhl für Musikwissenschaft an der Universität Regensburg, nachdem der Lehrstuhlinhaber Wolfgang Horn unerwartet verstorben ist. Seit dem Wintersemester 2020/21 ist sie die Lehrstuhlinhaberin für Musikwissenschaft an der Universität Regensburg. 
2015 wurde sie zum Mitglied der Academia Europaea gewählt.

## Schriften (Auswahl)
- Vulgari orecchie – purgate orecchie. De relatie tussen publiek en muziek in het Venetiaanse motetoeuvre van Adriaan Willaert. Leuven 2003, ISBN 90-5867-328-6.
- Music and Riddle Culture in the Renaissance. Cambridge 2015, ISBN 978-1-107-08229-8.
- als Herausgeberin: A Companion to Music in Sixteenth-Century Venice. Leiden 2018, ISBN 978-90-04-35829-4.
- als Herausgeberin: Musikalische Schätze in Regensburger Bibliotheken. Regensburg 2019, ISBN 3-940768-82-0.